# Chrystus w domu Szymona
Chrystus w domu Szymona (niderl. Christus in het huis van Simon de Farizeër met een stichtersportret) – obraz niderlandzkiego malarza doby późnego gotyku Dirka Boutsa, powstały w latach 1446–1454, przechowywany w berlińskiej Gemäldegalerie.

## Geneza tematu
Obraz przedstawia scenę nowotestamentową zaczerpniętą z Ewangelii Łukasza. Pewnego razu jeden z faryzeuszy, Szymon, zaprosił Jezusa do swego domu. Tam, gdy zasiedli do posiłku, pewna kobieta padła do nóg Jezusowi i łzami poczęła oblewać jego nogi i własnymi włosami wycierać je. Chrystus, mimo oburzenia wśród biesiadników, za jej wiarę odpuścił jej grzechy.

## Opis obrazu
Bouts umieścił scenę w gotyckim wnętrzu. Za stołem znajduje się czterech mężczyzn. Z lewej strony Jezus, następnie Szymon i apostołowie Piotr, na co wskazuje jego rzedniejąca broda i tonsura oraz Jan, tradycyjnie przedstawiony jako młody pozbawiony zarostu mężczyzna z długimi włosami opadającymi na ramiona. Obaj nie byli wymienieni w Ewangelii. Po prawej stronie artysta umieścił klęczącego mnicha Kartuzów, fundatora obrazu. Cała czwórka przygląda się kobiecie obmywającej stopy Chrystusa. U każdego z nich obecność kobiety wywołuje inną reakcję: Jezus błogosławi ją, Szymon przygląda się zaciekawiony, Piotr robi gest obronny, jakby nie chciał mieć z nią nic wspólnego, a Jan wskazuje na nią z aprobatą. Po lewej stronie dzieła klęczy kobieta nie wymieniona z imienia. Święty Augustyn rozważał możliwość, że Maria z Betanii i anonimowa grzesznica z Ewangelii Łukasza mogli być tą samą osobą, ale nie utożsamiał Marii Magdaleny z żadną z nich. Postacie Marii z Betanii, anonimowej grzesznicy (Łk 7:37) i Marii Magdaleny zostały scalone później, za sprawą homilii Grzegorza I ok. roku 591. Bouts namalował na ziemi jej atrybuty – szkatułę z oliwą lub z maścią.
Motyw w domu Szymona porusza doktrynę przebaczenia, której nie rozumieli faryzeusze postępujący zgodnie według prawa mojżeszowego i szukającego w naukach Jezusach bluźnierstwa. U Szymona dokonała się konfrontacja pomiędzy dwoma koncepcjami.